# Dany Brawand
Dany Brawand (* 9. März 1934 in Vevey; † 13. Januar 2012 in Turin) war ein Schweizer Industriedesigner, der für italienische Designstudios und Automobilhersteller tätig war.

## Biografie
Nach der Schulausbildung begann Brawand 1952 eine Lehre bei dem Schweizer Karosseriebauunternehmen Ghia Aigle. Dort lernte er unter anderem Giovanni Michelotti kennen, der zu dieser Zeit Ghia Aigles Chefdesigner war. Als sich Michelotti Mitte der 1950er-Jahre in Turin selbständig machte, folgte ihm Brawand nach Italien. 

### Michelotti
Bis 1965 war Brawand bei Michelotti angestellt. Anfänglich war er sein Assistent, später nahm er auch selbst Einfluss auf die Gestaltung zahlreicher Karosserien. Seit den 1960er-Jahren war Brawand vor allem der Urheber vieler Coupé- und Cabriolet-Karosserien, die Michelottis Studio für Moretti gestaltete, darunter das Moretti-500-Coupé auf der Basis des Fiat 500 und ein Stufenheckcoupé mit der Technik des Fiat 1500 und wahrscheinlich auch die großen Sportwagen 2300 S und 2500 SS. Brawands letzter Entwurf für Michelotti war ein grosser Sportwagen auf dem Fahrwerk des Maserati 3500 GT, dessen Aufbau an den Iso Grifo erinnerte und der nur in einem Exemplar von Moretti hergestellt wurde.

### Moretti
1965 kam es zu einem Zerwürfnis mit Michelotti. Brawand hatte zuvor einige seiner Entwürfe direkt an Moretti verkauft, ohne sie mit Michelotti abzustimmen. Michelotti entliess Brawand daraufhin. Nach einer kurzen, erfolglosen Phase der Selbständigkeit übernahm Brawand 1966 die Funktion des Designdirektors bei Moretti in Turin, die er bis zur Betriebseinstellung 1989 innehatte. In dieser Zeit gestaltete er alle Karosserien für Morettis Fahrzeuge. Als sein bester Entwurf gilt der Moretti 850 SS Sportiva, dessen Linien an den Fiat Dino erinnerten.

### Selbständigkeit und Ruhestand
In den 1990er-Jahren arbeitete Brawand als freiberuflicher Berater. Phasenweise war er an der Entwicklung des Fiat Multipla beteiligt. Zum Ende des Jahrzehnts setzte sich Brawand zur Ruhe. 
2012 starb er in Turin an den Folgen einer Krebserkrankung. Er wurde in seiner Heimatgemeinde bestattet.

## Galerie: Von Dany Brawand gestaltete Fahrzeuge

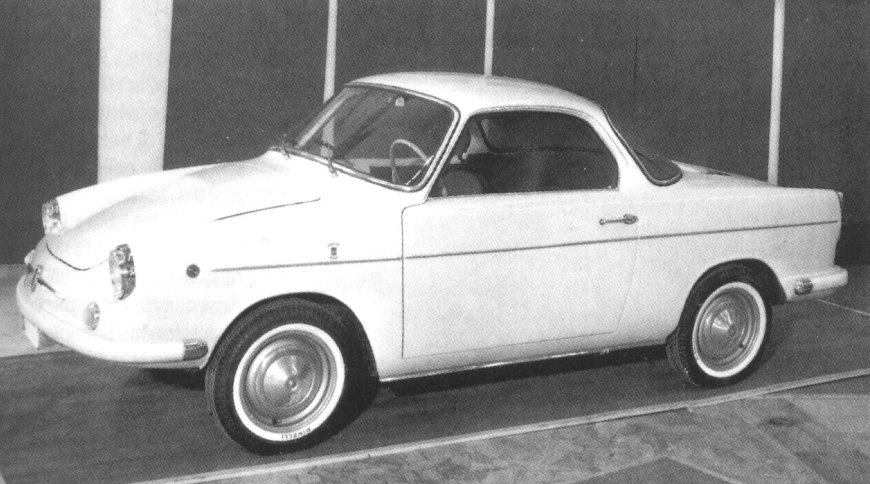
Moretti 500 Coupé (1959)
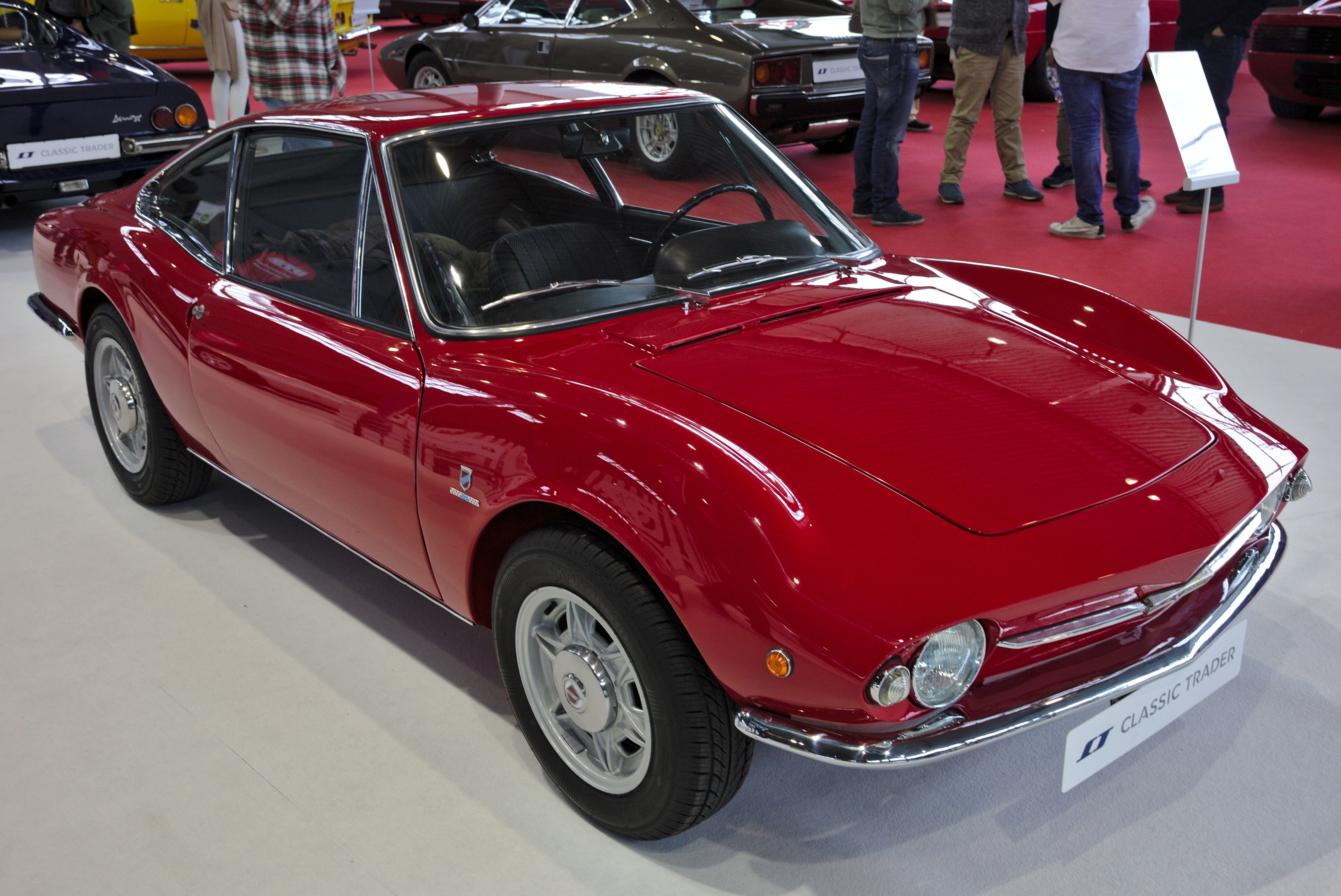
Moretti 850 SS Sportiva
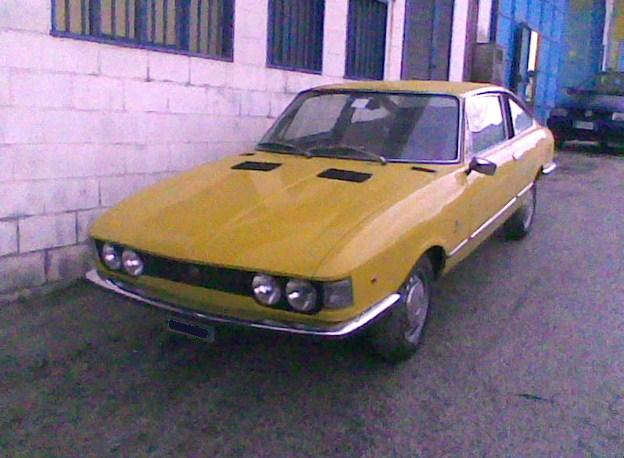
Fiat 128 Moretti
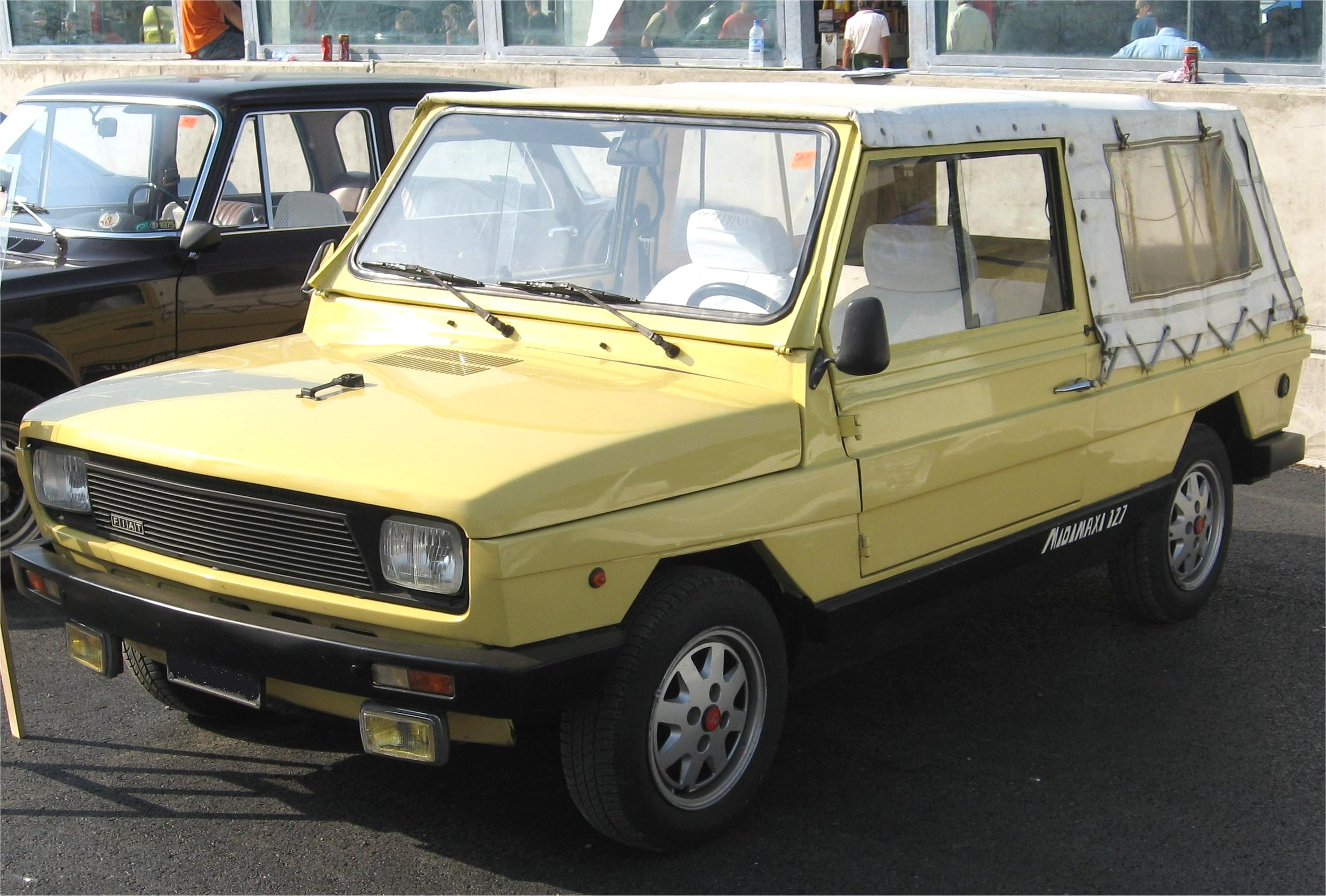
Moretti Midimaxi